# Tauraco
Tauraco là một chi chim trong họ Musophagidae.